# Macrobrachium pectinatum
Macrobrachium pectinatum är en kräftdjursart som beskrevs av Pereira 1986. Macrobrachium pectinatum ingår i släktet Macrobrachium och familjen Palaemonidae. Inga underarter finns listade i Catalogue of Life.